# Жанажол (Жамбильський район)
Жанажо́л (каз. Жаңажол) — село у складі Жамбильського району Північноказахстанської області Казахстану. Входить до складу Майбалицького сільського округу, раніше було центром ліквідованої Жанажольської сільської ради.
Населення — 244 особи (2021; 484 у 2009, 712 у 1999, 834 у 1989).
Національний склад станом на 1989 рік:
- казахи — 100 %.